# Psolus japonicus
Psolus japonicus är en sjögurkeart som beskrevs av Östergren 1898. Psolus japonicus ingår i släktet Psolus och familjen lergökar. Inga underarter finns listade i Catalogue of Life.